# Hedinichthys
Hedinichthys är ett släkte av fiskar. Hedinichthys ingår i familjen grönlingsfiskar.
Kladogram enligt Catalogue of Life:
| Hedinichthys | \| \| Hedinichthys grummorum \| \| \| \| \| \| Hedinichthys macropterus \| \| \| \| \| \| Hedinichthys yarkandensis \| \| \| \| |
|              | \| \| Hedinichthys grummorum \| \| \| \| \| \| Hedinichthys macropterus \| \| \| \| \| \| Hedinichthys yarkandensis \| \| \| \| |
|              | Hedinichthys grummorum |
|              | |
|              | Hedinichthys macropterus |
|              | |
|              | Hedinichthys yarkandensis |
|              | |